# Гетто в Порозово (Гродненская область)
Гетто в По́розово (лето 1941 — ноябрь 1942) — еврейское гетто, место принудительного переселения евреев посёлка Порозово Свислочского района Гродненской области и близлежащих населённых пунктов в процессе преследования и уничтожения евреев во время оккупации территории Белоруссии войсками нацистской Германии в период Второй мировой войны.

## Оккупация Порозово и создание гетто
Посёлок Порозово был оккупирован немецкими войсками более трёх лет — с июня 1941 года до 15 июля 1944 года.
После оккупации на окраине Порозово было создано гетто, куда согнали евреев со всего тогдашнего Порозовского района.

## Условия в гетто

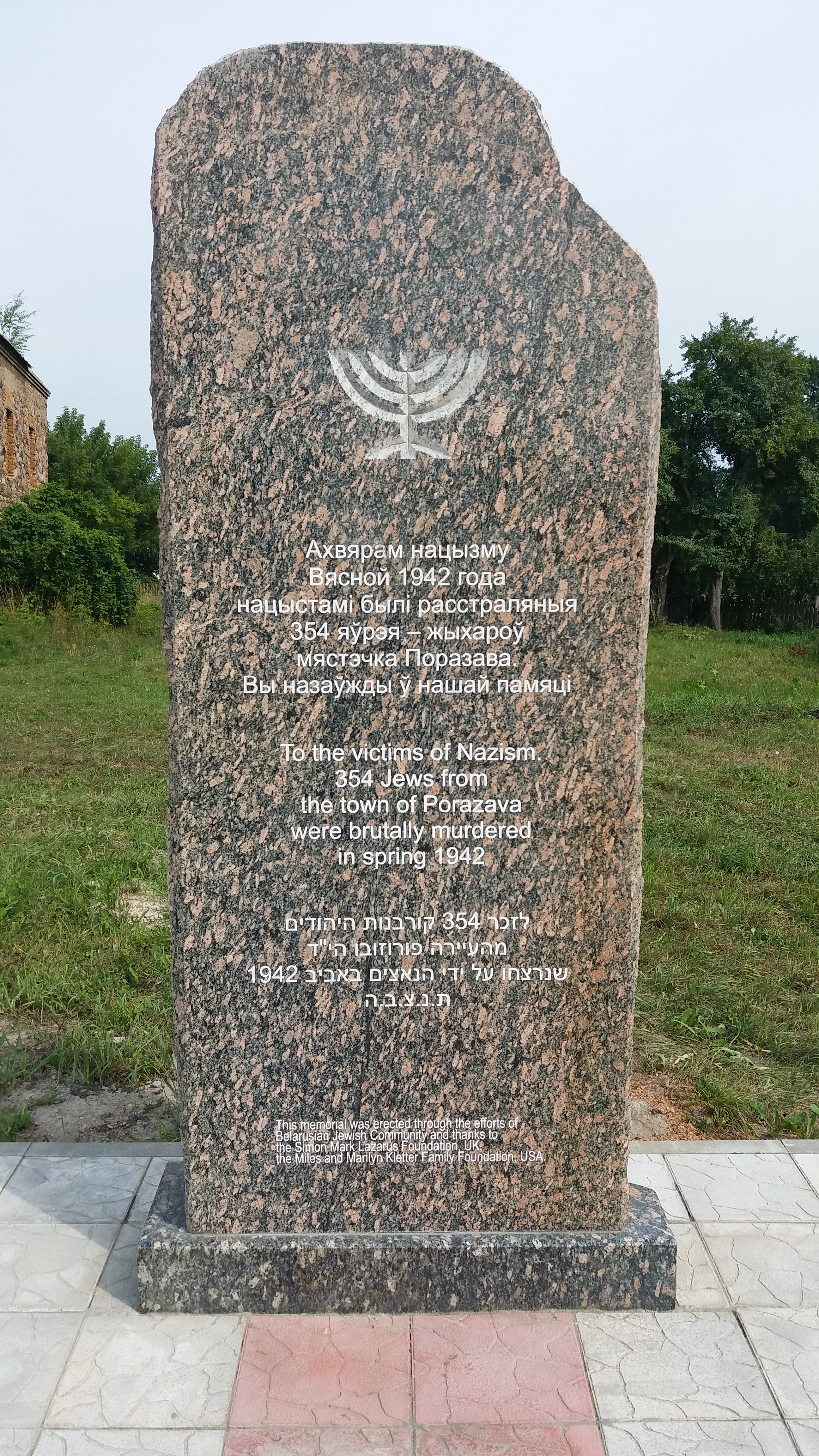

Гетто занимало территорию между нынешними улицами Я. Коласа, Лесной, Спортивной и Ленина, и было огорожено забором, который заставили установить самих узников. На входе в гетто постоянно дежурили полицейские или жандармы. Выход из гетто разрешался только по пропускам, и еврея, обнаруженного за пределами гетто без пропуска, убивали на месте.
Молодежь использовали на принудительных работах. Регулярно устраивались облавы для обнаружения евреев из других гетто, которых сразу расстреливали.

## Уничтожение гетто
Весной 1942 года в Порозово были расстреляны 354 еврея. В ноябре 1942 года оставшихся в живых узников вывезли в район Волковыска, а оттуда — в сторону Белостока. Перед самой ликвидацией гетто немцы расстреляли 20 старых евреев в Демидовках, находящихся в двух километрах от Порозово.
Конкретное место убийства порозовских евреев остается неизвестным.

## Память
Опубликованы неполные списки жертв геноцида евреев в Порозово.
В 2018 году убитым евреям Порозово установлен памятник в центре посёлка — возле здания бывшей синагоги.